# 4431-es mellékút (Magyarország)
A 4431-es számú mellékút egy közel 38 kilométer hosszú, négy számjegyű mellékút Békés vármegyében; Gyulát köti össze Csorvással.

## Nyomvonala
Eredetileg minden bizonnyal Gyula Kisrománváros nevű városrészének déli részén indult, a Csabai út és a Bródy Imre út lámpás kereszteződéséből, abban az időben, amikor a 44-es főút még nem kerülte el a város központját. Kezdeti szakasza délnyugat felé húzódott a Bródy Imre út nevet viselve. Ma már ez a szakasza önkormányzati útnak minősül, jelenlegi kilométer-számozása csak a 919-es méterszelvénnyel indul, a 44-es főút délnyugati elkerülő szakaszából kiágazva, kevéssel annak 136,500-as kilométerszelvénye előtt.
Délnyugati irányban indul, elhalad egy tórendszer mellett, annak északi szélén, majd 6,6 kilométer megtételét követően nyugati irányba fordul. Így lép át, 10,3 kilométer után a következő település, Szabadkígyós területére, ahol kevesebb, mint másfél kilométer után, a 11,700-as kilométerszelvénye táján egy elágazáshoz ér: dél felé a 4433-as út ágazik ki belőle Kétegyháza irányába. A 4433-as azonban nem itt indul, hanem Békéscsaba déli részék kezdődik, ennek megfelelően innét a két útnak egy rövid közös szakasza következik, kilométer-számozás tekintetében ellenirányban számozódva. Ez a közös szakasz tulajdonképpen csak addig tart, amíg keresztezik a MÁV 120-as számú Szolnok–Békéscsaba–Lőkösháza-vasútvonalának és  Békéscsaba–Kétegyháza–Mezőhegyes–Újszeged-vasútvonalának közös szakaszát, a megszüntetett Szabadkígyós megállóhely térségének északi szélénél, majd nem sokkal azután újra külön is válnak – a 4433-as nyomvonala észak felől vezet idáig, a 4431-es pedig nyugatnak folytatódik.
A 13. kilométere táján éri el az út Szabadkígyós legkeletibb házait, a 14. kilométere után pedig teljesen belterületre ér, az Ókígyósi utca nevet felvéve. Körülbelül 16,5 kilométer után éri el a község lakott területének nyugati szélét, ott azonnal át is lépi a következő település, Újkígyós határát. Ez utóbbi belterületére nagyjából 18 kilométer után érkezik meg, a neve e falu keleti részén Tormási utca, a központban pedig Gyulai utca. Újkígyós belterületét 20,4 kilométer után hagyja el, nyugati határát pedig 22,9 kilométer után lépi át.
Ugyanott keresztezi a Békéscsaba-Makó közti 4432-es utat, annak 14,250-es kilométerszelvénye táján, a folytatásában pedig már Csabaszabadi közigazgatási területén halad, a település központját észak felől messze elkerülve. Kevéssel a 28. kilométere előtt elhalad Csabaszabadi, Telekgerendás és Gerendás hármashatára mellett; Telekgerendás területét ennél jobban nem is érinti, onnantól viszont egy darabig Csabaszabadi–Gerendás határvonalán, a 28,750-es kilométerszelvénytől pedig teljesen Gerendás területén húzódik.
A 30,550-es kilométerszelvényét elhagyva egy elágazáshoz ér: dél felé a 4453-as út indul ki belőle Csanádapáca irányába; 31,6 kilométer után pedig eléri Gerendás község belterületének keleti szélét. Onnét Kossuth utca néven húzódik nyugat felé, nagyjából a 32,400-as kilométerszelvényéig, ahol éles irányváltással északnak fordul, és az Ady Endre utca nevet veszi fel; innét ezt viseli a belterület északi széléig, amit majdnem pontosan egy kilométer után ér el. Utána is még ritkásan lakott, tanyás határrészek között folytatódik, egészen a 35. kilométeréig, amikor is átlépi Csorvás határát.
Csorváson 35,7 kilométer után éri el a település déli határszélét, kevéssel azután eléri, majd keresztezi a Szeged–Békéscsaba-vasútvonalat, és azzal párhuzamos irányba, nyugat-délnyugatnak fordul. Ezt az irányt csak addig követi – Október 6. utca néven –, amíg el nem éri Csorvás vasútállomás térségét, majd újra észak-északnyugati irányba fordul, Bajcsy-Zsilinszky utca néven. Így érkezik meg a település központjába, ahol véget is ér, beletorkollva a 47-es főútba, annak 151,200-as kilométerszelvényénél.
Teljes hossza, az országos közutak térképes nyilvántartását szolgáló kira.gov.hu adatbázisa szerint 37,863 kilométer.

## Települések az út mentén
- Gyula
- Szabadkígyós
- Újkígyós
- Csabaszabadi
- Telekgerendás
- Gerendás
- Csorvás